# Ocean Beach (Great Southern)
Ocean Beach is een toeristisch kustplaatsje in de regio Great Southern in West-Australië.
Het kustplaatsje maakt deel uit van het lokale bestuursgebied (LGA) Shire of Denmark waarvan Denmark de hoofdplaats is. Het ligt aan de ingang van de Wilson-inham, 428 kilometer ten zuidzuidoosten van de West-Australische hoofdstad Perth, 60 kilometer ten westen van Albany en 6 kilometer ten zuiden van het aan de South Coast Highway gelegen Denmark. Het telde het 1.014 inwoners in 2021, tegenover 817 in 2006.
Ocean Beach werd vernoemd naar het gelijknamige strand waaraan het ligt. Het strand is Denmarks belangrijkste zwem- en surflocatie. In 1958 werd de 'Surf Lifesaving Club' er geopend. Het strand en de duinen eromheen hebben last van erosie door stormen. Het clubhuis wordt daarom landinwaarts verhuisd en de omgeving heraangelegd.
De iets meer dan zes kilometer lange 'Wilderness Ocean Walk' start in Ocean Beach en loopt langs de kust en Denmarks twee gemeenschapswindmolens tot in Peaceful Bay en het nationaal park William Bay. Het maakt deel uit van het ongeveer duizend kilometer lange Bibbulmunwandelpad en de Munda Biddi Trail.
Eind 2024 werd in Ocean Beach een keizerspinguïn aangetroffen. De habitat van de keizerspinguïn is Antarctica, duizenden kilometers zuidelijker. Nooit eerder werd deze soort in Australië of zo ver noordelijk waargenomen.